# Distretto di Kolhapur
Il distretto di Kolhapur è un distretto del Maharashtra, in India, di 3 515 413 abitanti. È situato nella divisione di Pune e il suo capoluogo è Kolhapur.